# تاستوبا
تاستوبا (: Tastuba) یک شهرک در شهرستان دووانسکی در استان باشقیرستان کشور روسیه است.